# Pipanacoctomys aureus
Genre
Espèce
Statut de conservation UICN

 CR B1ab(ii,iii) : 
En danger critique
Pipanacoctomys aureus est une espèce de rongeur de la famille des Octodontidae, la seule du genre Pipanacoctomys. On la rencontre dans la province de Catamarca, dans le Nord-Ouest argentin, ou des spécimens ont été observés uniquement dans le salar de Pipanaco. Le genre a reçu son nom de ce salar, et octo en raison de la forme octogonale de sa denture. Tant le genre que l'espèce ont été décrits très récemment.
Il a la particularité d'être  tétraploïde, possédant  (2n = 4x = 92) chromosomes.

## Sources
- Gallardo, M. H. et al. 2004. Whole-genome duplications in South American desert rodents (Octodontidae). Biological Journal of the Linnean Society, 82: 443-451.
- M. A. Mares, J. K. Braun, R. M. Barquez, and M. M. Díaz. 2000. Two new genera and species of halophytic desert mammals from isolated salt flats in Argentina. Occasional Papers, Museum of Texas Tech University, 203: 1-27.